# EMD NW2

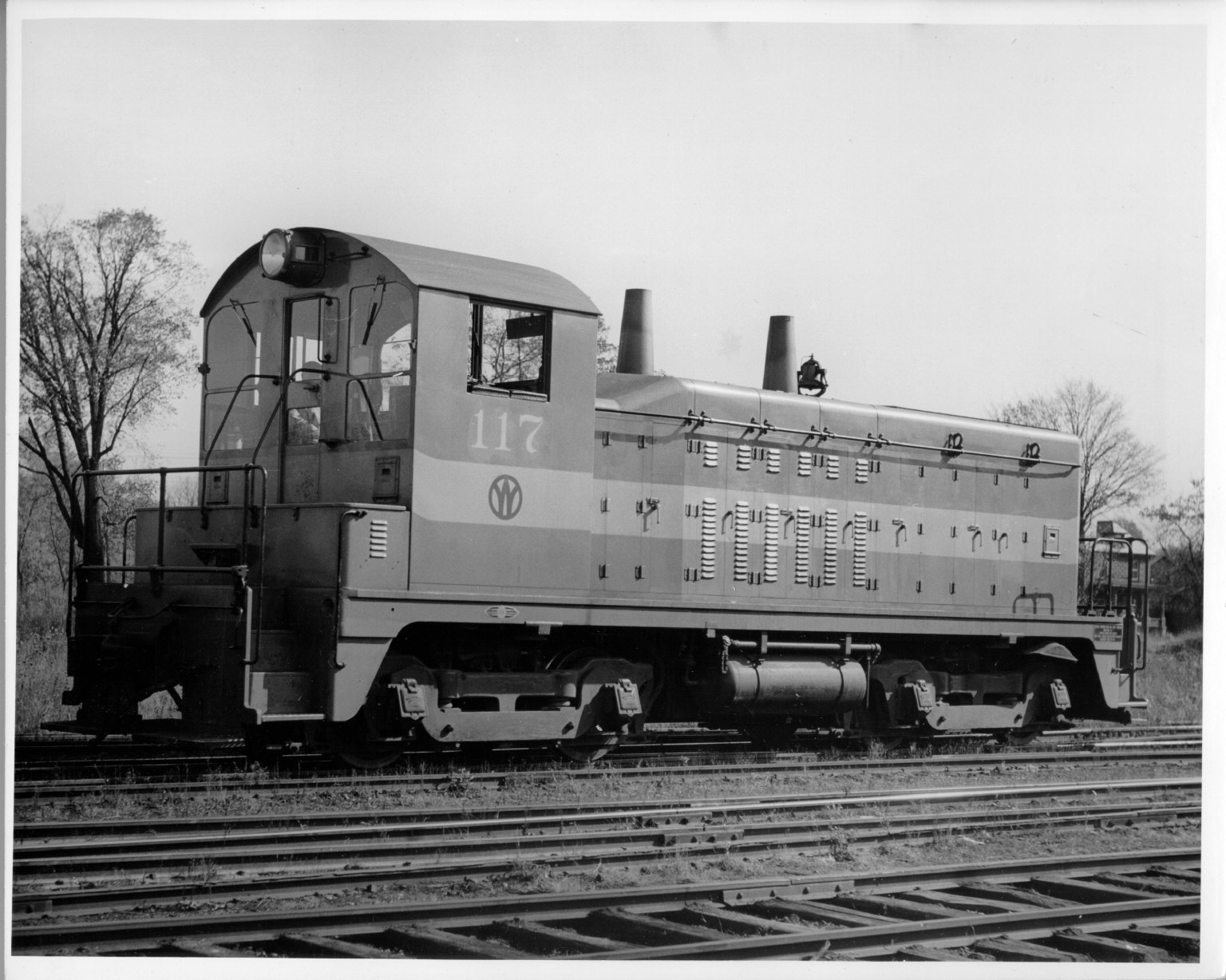
Une NW2 en 1948.

La EMD NW2 est une locomotive diesel road-switcher produite par GM EMD, produisant 1000 hp (745 kW).
D'abord introduit en février 1939, la production a été interrompue par les demandes de la Seconde Guerre mondiale. La War Production Board commande l'arrêt de la production des road-switchers par EMD, pour qu'elle ne construise que des locomotives de lignes; cette demande sera en vigueur de 1942-1945. À la fin de la guerre, la construction de la NW2 recommence. Elle sera en construction jusqu'en 1949.
La conception unique de la cabine et de la carrosserie offrent une excellente visibilité dans toutes les directions.